# La ragazza di Bube (romanzo)
La ragazza di Bube è un romanzo scritto da Carlo Cassola tra il 1958 e il 1959 in cui vengono tra l'altro illustrati, attraverso la storia di ragazzi innamorati, i problemi politici e sociali del dopoguerra.
Venne insignito del Premio Strega nel 1960, anno in cui era stato pubblicato dalla casa editrice Einaudi; tre anni più tardi ne fu realizzato anche un adattamento cinematografico per la regia di Luigi Comencini e come interpreti principali attori della caratura di Claudia Cardinale e George Chakiris.

## Trama
La vicenda è ambientata in Valdelsa poco dopo la Liberazione e ha come protagonisti due giovani, Mara e Bube. Mara Castellucci è una ragazza di sedici anni che vive a Monteguidi insieme al padre, comunista militante, alla madre e a un fratello minore, Vinicio. Qui conosce Arturo Cappellini, detto Bube. Il giovane, amico e compagno di Sante, il fratellastro di Mara morto come partigiano durante la Resistenza, si era recato nel paese dell'amico per conoscere la famiglia e in questo modo avviene il primo incontro con Mara. Tra i due nasce subito una simpatia e Mara, lusingata dall'interesse del ragazzo, inizia a scambiarsi lettere con lui.
Un giorno, Bube comunica a Mara di voler cercare riparo presso la propria famiglia a Volterra perché accusato di un delitto. Era accaduto che, mentre si trovava a San Donato con i compagni Ivan e Umberto, un prete aveva impedito loro di entrare in chiesa. Secondo i ragazzi, la ragione per cui erano stati cacciati era il loro orientamento comunista. I giovani avevano allora iniziato a protestare, e un maresciallo dei carabinieri era intervenuto insieme al figlio a sostegno del prete. Bube e gli amici avevano inutilmente cercato di far valere le loro ragioni e, spinti dall'ira, avevano messo il prete contro il muro. Il maresciallo aveva perciò reagito sparando ad Umberto, uccidendolo. Per vendicare l'amico, Ivan, l'altro compagno di Bube, aveva ucciso il maresciallo. A sua volta, Bube aveva rincorso fin su per una scalinata e ucciso il figlio del maresciallo che stava scappando e che si era messo a gridare. 
Mara e Bube intraprendono così il viaggio verso Volterra dove abita la famiglia di lui. A bordo di una corriera si trova una donna che riconosce Bube e sprona a dare una lezione ad uno dei passeggeri: si tratta del prete Ciolfi, il quale durante la guerra aveva collaborato con i nazisti, causando così la morte del nipote della donna. Suo malgrado, dopo essere sceso, Bube viene praticamente costretto dai presenti a picchiare il prete per poter salvare la faccia: il suo ruolo nella zona è infatti quello del Vendicatore, appellativo con il quale viene talvolta ancora chiamato dagli abitanti del posto. 
Arrivato a casa dai familiari, Bube viene avvertito dal compagno Lidori del rischio di essere arrestato per il delitto commesso e che stare nascosti presso la famiglia non è sicuro. Mara si trova a disagio in casa di Bube per la sporcizia e la scarsa accoglienza data dai famigliari. Lidori accompagna Bube e Mara in un capanno in campagna, dove i due innamorati passano le due notti successive. Il giorno seguente, una macchina passa a prendere Bube per farlo rifugiare in Francia, mentre Mara ritorna a casa. Nel frattempo, qualcosa in lei è cambiato: non è più la ragazza spensierata di prima e si dimostra angosciata per la mancanza di notizie da parte di Bube ed indifferente a tutto quello che la circonda. 
Verso la fine di novembre, Mara decide di andare a lavorare come domestica in una famiglia a Poggibonsi. Qui la ragazza stringe amicizia con una compaesana, Ines, con cui esce spesso e che le presenta Stefano, un ragazzo serio e un po' timido. Mara resta inizialmente fredda, ma lentamente comincia ad apprezzare la sua compagnia, in particolare perché da mesi non ha più notizie di Bube. La ragazza scivola così gradualmente in un dilemma: da un lato sente di aver dato la sua parola a Bube, ma dall'altro è incerta sul quando lui potrà tornare al paese.
Dopo un anno, Bube costretto al rimpatrio, viene arrestato alla frontiera ed è condotto a Firenze. Mara, accompagnata dal padre, si reca a sua volta nel capoluogo toscano per un colloquio con Bube. Durante l'incontro la ragazza si accorge che il suo attaccamento a Bube è ancora molto forte e decide che, da quel momento, sarà sempre la sua donna. Bube viene condannato a quattordici anni di carcere e Mara, tornata a Poggibonsi, si incontra con Stefano. La ragazza gli racconta quanto accaduto aggiungendo, dopo un lungo tira e molla, di aver preso una decisione: il suo posto è accanto al fidanzato.
Dopo la condanna Mara va spesso a trovare Bube in carcere. Il romanzo termina con un capitolo in cui Mara, sette anni più tardi, viene descritta nella serena attesa della liberazione di Bube per la quale dovrà attendere altri sette anni.

## Inquadramento storico del romanzo
Similmente a quanto si può osservare nei romanzi dell'epoca, questo romanzo riprende trame e tematiche tipiche del Neorealismo. Se quest'ultimo si concentrava (almeno in teoria) sulla dimensione storica e sociale della vicenda, queste perdono nel romanzo di Cassola parte della loro importanza. 
È vero da una parte che vengono citati nel romanzo eventi importanti come la scissione di Livorno, il referendum istituzionale del 1946 e le elezioni politiche del 1948. Questi avvenimenti vengono inquadrati nell'ottica di comunisti convinti come il padre di Mara o Bube (pare inoltre che il romanzo sia imperniato su una vicenda realmente accaduta e che Cassola abbia intervistato i diretti interessati, cambiando in parte la storia).
Comunque, questa componente storico-politica si limita a fungere da sfondo ad una vicenda di carattere prevalentemente individuale e psicologico, dunque si riconoscono chiaramente delle tematiche meno peculiari del Neorealismo: durante tutto lo svolgimento del romanzo la prospettiva dominante è quella di una giovane donna colta nei suoi dubbi e nel suo sviluppo personale. Lavori come questo o Il giardino dei Finzi-Contini testimoniano quindi una sorta di superamento del Neorealismo.

## Lettura dell'opera
L'uscita del romanzo ha causato aspre critiche da parte degli intellettuali marxisti, i quali interpretarono La ragazza di Bube come la descrizione del fallimento degli sforzi intrapresi da parte della Resistenza, in particolare della sua componente comunista. Questa lettura del romanzo è oramai superata. L'opinione corrente sul romanzo è che non abbia scopi politici, né abbia primariamente lo scopo di documentare fatti storici. Ciononostante, è inevitabile che tra le righe si scorga la delusione personale vissuta in prima persona da Cassola nei confronti del comunismo. Negativo fu l'atteggiamento verso il romanzo da parte di Nada Giorgi, la cui biografia reale aveva ispirato il romanzo: la Giorgi non si riconobbe affatto nella figura di Mara.
Come accennato è la dimensione individuale e psicologica del romanzo ad occupare il primo piano: lo sviluppo individuale di Mara è il nucleo del romanzo, rappresentato su una scenografia di immediato dopoguerra. Se, da tipica sedicenne, nei primi capitoli Mara si concentrava soprattutto sui vestiti e sul suo prestigio sociale, la Mara degli ultimi capitoli è diventata una persona matura che decide in base alle sue responsabilità personali.
È proprio il cammino del dolore e della conoscenza ad aprire gli orizzonti della protagonista e a favorire lo sviluppo della sua personalità.

## Edizioni
- Carlo Cassola, La ragazza di Bube, Einaudi, 1960.
- Carlo Cassola, La ragazza di Bube, collana Gli Oscar Mondadori No. 2, 1965.
- Carlo Cassola, La ragazza di Bube, collana BUR, Rizzoli, 1980, ISBN 88-17-20286-X.
- Carlo Cassola, La ragazza di Bube, collana Oscar Mondadori, Mondadori, 2010, ISBN 978-88-04-57825-3.